# Democrazia Cristiana
Democrazia Cristiana, DC, var ett italienskt kristdemokratiskt politiskt parti, grundat 1942 och upplöst 1994 i samband med mani pulite-affären. DC var tongivande inom italiensk politik under ett halvsekel. Kända ledare för partiet var Alcide De Gasperi, Aldo Moro och Giulio Andreotti.
Efter andra världskriget ville DC utesluta kommunism från Italien och isolerade därför det Italienska kommunistpartiet (PCI) från regeringsstyret. Efter den ekonomiska krisen på 1970-talet minskade dock förtroendet för Democrazia Cristiana och partiet sökte då stöd från PCI, som därmed åter igen fick möjligheten att påverka Italiens politik. 